# Mesjed-Aïssa

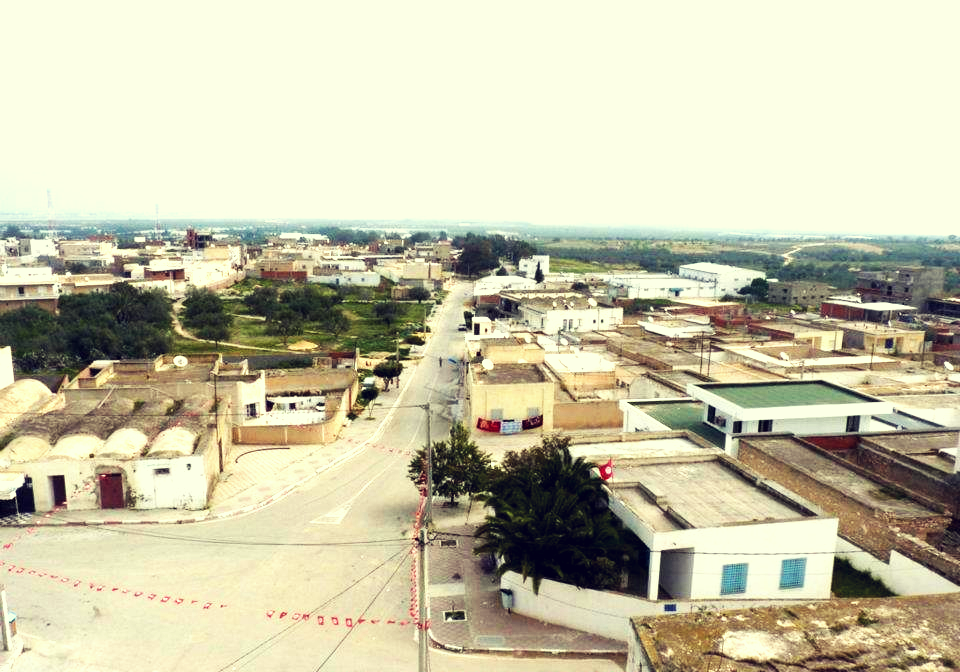
Vue de Mesjed-Aïssa

Mesjed-Aïssa (arabe : مسجد عيسى) est un petit village du Sahel tunisien situé à neuf kilomètres de la ville de Monastir, et à six kilomètres de la côte.
Rattaché administrativement au gouvernorat de Monastir, il fait partie de la délégation de Sahline qui compte 21 799 habitants en 2004 ; il constitue par ailleurs une municipalité associée à la ville de Sidi Ameur et comptant 6 726 habitants, tandis que la ville elle-même rassemble une population de 1 734 habitants.
En arabe, Mesjed-Aïssa signifie « Mosquée d'Aïssa » du nom d'Aïssa Ibn Meskine, un juge malikite né en 829 dans l'ancien village romain d'Ussana (actuel Mesjed-Aïssa).